# Kimberley Joseph
Kimberley Joseph (* 30. August 1973 in Vancouver, British Columbia, Kanada) ist eine australische Schauspielerin kanadischer Herkunft, die mit Nebenrollen in zahlreichen Fernsehserien bekannt wurde.

## Biografie
Drei Jahre nach ihrer Geburt zogen Kimberley Josephs Eltern mit ihr nach Gold Coast in Australien, wo sie aufwuchs. Die letzten vier Jahre ihrer Schulausbildung absolvierte sie an der privaten St. George's School in Montreux in der Schweiz. Ein Studium an der privaten Bond University bei Gold Coast brach sie zugunsten einer Karriere als Schauspielerin im Abschlussjahr ab. Daneben war sie als Fotomodell tätig.
1993 trat sie in der australischen Fernsehserie Paradise Beach auf. 1995 war sie Co-Moderatorin der australischen Ausgabe der Gameshow Gladiators. 1996 hatte Kimberley Joseph eine Rolle in der australischen Seifenoper Home and Away. 1997 und 1999 war sie in zwei Folgen der US-Serie Hercules als „Nemesis“ zu sehen.
Danach nahm sie Schauspielunterricht an der American Theater School in New York City. Ab 2001 spielte sie in der britischen Fernsehserie Cold Feet, 2004 in sieben Folgen der australischen Mediziner-Serie All Saints. Ab 2004 trat sie in mehreren Episoden der amerikanischen Erfolgsserie Lost als überlebende Stewardess auf.
2003 gehörte sie einer von dem schottischen Europaparlamentarier Struan Stevenson geleiteten Gruppe an, die sich in Kasachstan über die gesundheitlichen Folgen der sowjetischen Kernwaffentests bei den Bewohnern der Umgebung des Testgeländes Semipalatinsk informierte und Hilfsgelder verteilte. Die von Kimberley Joseph und Struan Stevenson im Rahmen der Reise angefertigte Fotodokumentation wurde 2004 im Schottischen Parlament, im Europäischen Parlamentsgebäude von Brüssel, im Kapitol in Washington, im Britischen Parlament und im kasachischen Parlament in Astana ausgestellt. 2006 erschien ein mit Fotografien von Kimberley Joseph illustriertes Buch von Stevenson über die Region Semei (Crying Forever: A Nuclear Diary), dessen Erlöse den Strahlungsopfern zugutekommen.

## Filmografie
- 1993: Time Trax – Zurück in die Zukunft (Time Trax, Fernsehserie, eine Folge)
- 1993: Paradise Beach (Fernsehserie)
- 1995: Gladiators Greatest Hits
- 1995–1996: Home and Away (Fernsehserie, 18 Folgen)
- 1999: Water Rats – Die Hafencops (Water Rats, Fernsehserie, eine Folge)
- 1997, 1999: Hercules (Hercules: The Legendary Journeys, Fernsehserie, zwei Folgen)
- 1998–2000: Tales of the South Seas (Fernsehserie, 22 Folgen)
- 2000: In Sachen Mord (Murder Call, Fernsehserie, eine Folge)
- 2001–2003: Cold Feet (Fernsehserie, 12 Folgen)
- 2004: Go Big (Fernsehfilm)
- 2004: All Saints (Fernsehserie, sieben Folgen)
- 2004–2010: Lost (Fernsehserie, 14 Folgen)
- 2005: Fight Night (Kurzfilm)